# Comuna Loseatîn, Kremeneț
Loseatîn (în ucraineană Лосятин) este o comună în raionul Kremeneț, regiunea Ternopil, Ucraina, formată din satele Borșcivka și Loseatîn (reședința).

## Demografie
Componența lingvistică a comunei Loseatîn
     Ucraineană (98,33%)
     Rusă (1,55%)
     Alte limbi (0,11%)
Conform recensământului din 2001, majoritatea populației comunei Loseatîn era vorbitoare de ucraineană (98,33%), existând în minoritate și vorbitori de rusă (1,55%).